# غلين لازاروس
غلين لازاروس (بالإنجليزية: Glenn Lazarus)‏ هو لاعب دوري الرغبي وسياسي أسترالي، ولد في 11 ديسمبر 1965 في كوينبيان في أستراليا. حزبياً، نشط في United Australia Party (2013) ‏ (2013 – 2015). وقد انتخب عضو مجلس الشيوخ الأسترالي ‏ عن دائرة كوينزلاند (1 يوليو 2014 – 2 يوليو 2016).